# 司徒華

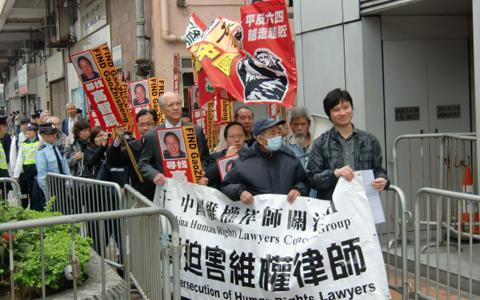
司徒華（中間戴口罩者）出席2010年2月4日游行

司徒華（英語：Szeto Wah；1931年2月28日—2011年1月2日），原名司徒衛華，暱稱「華叔」，香港民主派政治人物，籍貫廣東開平，成長於香港，曾任香港民主黨黨鞭及香港市民支援愛國民主運動聯合會主席，被喻為香港民主派元老及精神領袖。
司徒華早年擔任教師，繼而為小學校長，執教四十年；曾於1960年代創辦葛量洪教育學院校友會觀塘學校，後為基督教聖約教會堅樂第二小學。司徒華自1970年代起，參加香港社會運動，於1973年出任教師工會香港教育專業人員協會首任會長。1978年於九龍城發起反校長貪污的金禧事件，奠定教育專業人員協會的地位。1985年，晉身香港立法局教育界功能組別議員，同年，獲中華人民共和國政府委任為基本法起草委員會委員。
1989年，中国大陆学生运动（六四事件）爆發，司徒華成立香港市民支援愛國民主運動聯合會（支聯會），后因不滿中華人民共和國政府鎮壓民主運動，司徒華與李柱銘一起退出基本法起草委員會，并參與成立香港民主同盟（民主黨前身），領導推動香港民主政制改革。不少香港人普遍認同他是最早為香港爭取民主的人。
司徒華晚年罹癌，逐漸淡出政壇。2011年1月2日去世，終年79歲。時任香港行政長官曾蔭權發表悼詞，讚揚他一生熱愛中國及香港，致力推動民主發展。

## 早年生活與家庭
司徒華生於1931年的香港，出生時正值日本侵華，據司徒氏族譜記載，他本名司徒衛華，有2兄1姊3弟3妹，童年家境清貧，自認為性格孤僻內向，不善交際，慣於自己思考，在赤坎鎮塘邊鄉東華里度過幼年生活。他的曾祖父司徒潤袞為開平米商，與香港宏德造船廠五邑商人司徒浩為同族子孫，父親為一名香港船廠及牛奶公司工人。4歲那年，司徒華落戶灣仔駱克道唐樓的板間房，未幾移居莊士敦道，小時候嚮往可讓他增廣見聞及便利寫作的海員工作。1941年之前，司徒華在油麻地志和街居住。
11歲時，香港被日軍攻佔，司徒華舉家回家鄉廣東省開平。日本戰敗後，司徒華於1945年從鄉下回到香港定居九龍彌敦道511號舊樓，繼續學業。
他早年就讀嶺東中學小學部，升讀4年級時因為父親失業，無法供他和姐姐上學，後來叔父們湊錢讓他們繼續升學，他得以於旺角東方中學小學部讀書，繼而因親戚兒子在讀關係而轉學至導群中學小學部，惟讀至1942年被迫輟學逃難到家鄉完成小學階段。留在開平期間入讀開平縣立中學（現為開平市第一中學，中一至中三，1945年初中畢業，曾因避免混淆同班4個同名同姓的同學而被老師強制更名為「司徒驊」，以數學及物理科表現較佳）1945年下半年曾與兄長司徒強報考牛津道英華書院不遂，1946年2月獲油麻地官立學校下午校取錄入讀第七班，據《大江東去》一書披露，司徒華在該校開始接觸具中国共产党背景的《學生文叢》月刊，認識了中国共產黨提出的新民主主義革命理論，当时認定那是救國出路。至1949年，他升讀皇仁書院，1950年畢業離校，在校時是合唱團團長。
司徒華中學畢業後曾想當海上電報生，但為養家而選擇執教鞭，放棄報讀兩年制工專課程（已獲取錄修讀無線電發報生課程）且改到葛量洪師範學院（今香港教育大學），教育學院前身）修讀可領津貼兼免學費的一年制文憑，並於1952年畢業，為該校首屆畢業生，此後開始從事長達40年的教育工作。於1952年9月至1961年在紅磡街坊公立學校（紅磡街坊會小學）任教教師及教務主任，初年任教英文，後轉教中文，是司徒華當年在葛量洪師範學院畢業後，第一間任教的學校。他中英數社科健體育音樂科目一手包辦，猶如「萬能老師」。從1961年起被葛量洪師範學院校友會校友推舉，出任葛量洪師範學院校友會觀塘學校校長，直至1992年退休。退休前，他於1968年到官立文商專科夜校進修。

## 個人生活
司徒華終身未婚，據他說是對在多年前病逝的紅顏知己黃少容的一份思念。他們同在1961年到葛師校友會觀塘學校任教，與華叔共事，互生情愫，不過只約會了幾次，黃少容就不再與華叔交往。原來當年黃少容是因為得知她自己身患頑疾後，為免連累他，所以決心與他分手。黃少容1983年去世，生前鼓勵他信教，華叔亦因此成為基督徒。

## 政治生涯

### 涉足政治
早於1940年代初，司徒華在兄長司徒明的引領下，參與中國共產黨左派組織女青年會的政治活動。

### 投入社運
1970年代參與爭取中文為法定語文運動，又發動教師罷工反對削減文憑教師薪酬及金禧事件等社運。發動罷工後他聲名大噪，司徒華在1973年領導文憑教師罷課成功爭取合理薪酬，成為工運領袖，獲得教師的普遍支持，1973年，香港教育專業人員協會成立時司徒華獲選為首任會長。1973年文憑教師罷課運動時，身為工運領袖司徒華斷然拒絕了新華社要求他放棄抗爭，據前中共香港地下黨黨員、學友社早期重要成員梁慕嫻的分析，此事令司徒華脫離中国共产党的組織關係，而中国共产党亦只視他為一位統戰對象。
1980年又領導香港教育界，抗議日本篡改教科書中侵華歷史等運動。到1980年代中英就香港前途談判，中、英雙方極力拉攏司徒華及其他本土社運領袖，希望談判中能大打民意牌向對方施壓，但司徒華並未有向任何一方靠攏，當時他與北京的關係仍然良好，曾應邀協助起草《基本法》，直至1989年六四事件，中国政府使用武力鎮壓學運，司徒華與李柱銘一起退出草委會，但草委會未直接批准他們的退出，中国政府有關部門反而高調宣佈解除二人之草委資格。
「六四」成為司徒華人生的轉折點；司徒華聯同多個民間團體策動香港市民支持學運，並成立「香港市民支援愛國民主運動聯合會」，簡稱支聯會。其後，他又與李柱銘等人成立了香港首個政黨香港民主同盟（港同盟），不久與另一個組織匯點合併為現時的香港民主黨，民主黨曾經是香港最大的單一政黨。
2004年7月17日，司徒華宣布不再參選香港立法會選舉，司徒華把精力集中在支聯會上，但他在民主黨仍有一定的影響力。身為支聯會主席的司徒華是維園六四燭光晚會等「六四」悼念活動的靈魂人物，直至去世他一直堅持主張「平反六四」。

### 與中共的關係
司徒華在1989年六四事件前一直與中國共產黨保持良好關係，1949年由中共地下黨人廖一原介紹下，加入新民主主義青年團，該團為共產主義青年團的前身。同時參與成立「學友中西舞蹈研究社」，後來改名為學友社。1958年，司徒華雖然在幹事會改選中被排擠出學友社的領導層，但仍在其他有中國共產黨背景的團體中做義務工作，例如在1960年初《兒童報》擔任義務編輯。據司徒華自傳披露、其胞妹司徒嬋剖述，司徒華向曾在學友社與他意見不合的歐陽成潮主動要求加入中國共產黨，结果被拒 ，令他感被騙及遺棄，內心十分難受。
曾有過加入中國共產黨的意願的司徒華，在其去世後2011年7月出版的自傳《大江東去》中透露，年青時深受左傾思想的影響，認為中國共產黨是帶領中國走向繁榮昌盛的希望。直至1980年代，還通過新華社香港分社與中國中央政府保持密切聯繫，直到1989年發生學生民主運動和六四事件中共血腥鎮壓學生和民運人士後，司徒華才與中共徹底決裂。與他共事多年的一些香港民主派人士稱，司徒華從來沒有對他們說過自己這段歷史。有評論認為他不講出來，可能怕會引起很多誤會和爭論。
1989年的六四事件可謂是司徒華與中共決裂的導火線，八九民運促使司徒華領導創建了香港市民支援愛國民主運動聯合會（支聯會），其主要綱領包括結束一黨專政、建設民主中國。根據司徒華回憶錄所描述，1949年中共建政後，他聽到「中國人民站起來了」，便會滿含熱淚，彷彿看見康莊大道，但「從批判《武訓傳》、胡風事件，到反右、廬山會議，連綿不絶的政治鬥爭，使人難以信服的事情層出不窮」，他身邊曾回國升學或參加建設學友社的朋友，除了不明不白死掉，絶大部分都跑回香港。面對這些事情，司徒華表示，少年時候的理想，不但沒有實現，反而成為一個更遙遠更遙遠的夢。司徒華強調，他愛國、愛同胞，但「愛國並不等於愛黨，也不等於愛一個政權，我的終極目標，是要結束一黨專政，建設民主中國」。司徒華表示寫回憶錄的念頭始於1996年，他跟親屬講述自己的心路歷程，並做了錄音，由家人整理。
前新華社社長許家屯，在1993年出版的《許家屯香港回憶錄》之中說過司徒華：「曾經是年輕教師愛中國、要求回歸中國的一派，他曾經自己要求參加共產黨。」不過，司徒華的版本卻是「許家屯來到我家，邀請我加入共產黨，但我拒絕。」
司徒華於2010年10月期間在聖母醫院留院時，向記者表示：「（1983年）許家屯來了當新華社香港分社社長，曾叫我組黨和入黨。我記得，他分別叫我和李柱銘分開組黨，要人有人、要錢有錢。我記得那時，他沒有說組黨目的，只是說同李柱銘分開，不要兩人走在一起，但被司徒華拒絕。許家屯又叫一個國家安全事務部林姓的人來過司徒華家。當時剛推出《鄧小平文集》，司徒華說，你看看《鄧小平文集》，幫助共產黨做事不必入黨，你看看，不用說。他沒有說什麼就走了。」司徒華又說：「許家屯叫我組黨、入黨，其實都是一件事，此路不行就另找他法。組黨是公開，入黨是秘密，不同性質。最大目的是想控制、要我聽話。他看中我，因為我是教協的人。」根據2011年7月，前新華社香港分社社長許家屯接受《明報月刊》訪問所透露，司徒華是該部門的統戰對象，曾徵求司徒華是否要求加入共產黨但被拒，因此該部門建議他對司徒華做工作，確保司徒華可以成為同路人，但司徒華與中國共產黨的方針愈走愈遠。

### 參與「黃雀行動」
1989年6月4日，中共血腥鎮壓民運，六四事件後大肆搜捕民運人士。司徒華等人創立的支聯會發起一個代號名為「黃雀行動」的拯救行動。司徒華生前接受訪談時透露，「黃雀行動」營救的民運人士達數百人，其中他親手所救的就是民運領袖吾爾開希和柴玲，支聯會單單為救前者便用了六十萬元。司徒華又暗示，能救出這麼多民運人士，其中一個原因是國內官吏貪污，及民運人士得到海內外支持。黃雀行動的細節極度敏感，許多涉及的人物、細節，多年來一直沒有曝光。司徒華生前表示準備在撰寫的回憶錄中，披露八九民運時協助中國學運領袖和民運人士外逃的黃雀行動部份內容，同時也會透露他與新華社香港分社前社長許家屯交往的情況。

### 被拒回內地
香港居民往返內地需要使用類似護照的回鄉證，但是大約有30多名香港民主派的骨幹人士1989年六四後被北京視為異見人士，名列不得領取回鄉證的名單上，其中就有司徒華、李柱銘、劉慧卿等民主派人士。司徒華的回鄉證在天安門事件後，回國的時候在内地边检被沒收吊銷。1995年、1999年他兩次希望能領回鄉證，均遭到拒絕。
2010年，得悉司徒華患上末期肺癌，立法會議員葉劉淑儀等建制派人士稱協助其發還回鄉證，被司徒華指是假慈悲。

### 婉拒秘密訪京
2004年，司徒華在立法會開會時公開表示，有人傳話問他是否願意秘密到內地去，商討政制改革問題，但被他婉言謝絕。司徒華說他向來不喜歡做事鬼鬼祟祟。公開商談，不論結果如何，至少緩和的矛盾，營造了祥和的氣氛，為最終達成共識創造了條件。他又表示香港政改問題，是整個民主派的問題。

### 政治觀
司徒華在2004年7月7日的《告別動議》中指出，有議員批評別人，在議會內把問題「政治化」。他便引述孫中山先生的說法：「政治者，大眾的事務也」，以說明立法會是立法機關和民意機構，討論的都是大眾的事務，而不是一個「煮飯仔」、「玩泥沙」的地方，怎能不「政治化」呢？又有人常常說：妥協是政治的藝術。他認為，妥協有兩種：一是出賣背棄原則的妥協，另一是「退一步、進兩步」的策略運用。倘若是前者，那不是「藝術」，而是「偽術」。不能魚目混珠，模糊兩者。判斷的關鍵是，能否堅持原則，堅持前進的方向。
司徒華認為「政治道德」是首要的，沒有「政治道德」的所謂「政治智慧」，只是沒有靈魂的權術、詭計、伎倆而已。
前香港總督彭定康對司徒華的評價︰「從來沒有人稱他是英國帝國的工具，他是一個反殖民地主義者，堅定、強硬及非常聰明的中國愛國主義者。」

### 評論「六四」
下文節綠自司徒華2010年撰文《香港家書》我從六十一年去看「六四」：

「由1989年至目前這二十一年，經濟雖然繼續有所發展，但出現了這樣的情況：金權結合；貪污比89年嚴重千倍萬倍，由上至下幾乎無官不貪，貪污款額以億計；道德淪亡、敗壞猖獗；貧富懸殊，弱勢社群飽受欺凌壓榨；雖然沒有大規模的公開血腥鎮壓，但異見人士、維權人士等，受到嚴密監控、被拘捕、判罪入獄。
「六四」是一個發展轉折的重要關鍵。 他们在哪里 如當年接受了「平等對話」和「反官倒」的要求，到今天，經歷二十一年，不但經濟發展得更好，民主政治也有所發展。「六四」使黨內的開明健康力量受到整肅，失去了制衡力量，這是今天有負面現象產生的根本原因。我為甚麼堅持「毋忘六四」、「平反六四」，就是基於上述的認識和了解，期望中華民族由此走上康莊大道。」

司徒華本人曾在香港有線電視第四集《大江東去》專輯訪問中，形容六四事件是人類史上最黑暗的時間，亦令他看清共產黨的真面目，用坦克車和機關槍對待手無寸鐵的學生與人民，“中共核心，是權力第一，對所有侵權的人，格殺勿論，”自六四以後，他對中共完全不抱期望。

### 晚年

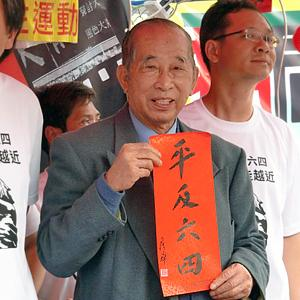
司徒華舉起“平反六四”揮春
（攝於2010年2月10日支聯會維園年宵攤檔）

每年農曆除夕，司徒華都會於支聯會維園年宵攤檔為市民寫揮春。2010年，司徒華在年宵攤檔宣布自己患上末期肺癌，正在接受治療雖然抱恙，但司徒華仍活躍於政圈，繼續出席維園六四燭光晚會。。同年9月，華叔染上肺炎，健康情況日益轉差。

### 推動民主黨不參與「五區公投」
2009年8月，泛民主派中的公民黨和社會民主連線計劃發起民主派立法會議員辭職以進行「五區公投」，藉此向北京當局表達普選訴求，並把補選作為向北京施壓的「變相公投」。起初，民主黨召開內部會議，雖然司徒華在會後不肯表達自己對五區總辭的意見，只表示民主黨須召開會員大會決定，但據多名與會者透露，司徒華並無排除補選方案，曾提出心目中的五區總辭名單；也曾在在2009年8月6日香港電臺吳志森的「自由風自由Phone節目中說 - 五區公投「應該做，值得做，快啲做」；及後，司徒華公開表示從來都未曾說過支持「五區補選」，但社民連一直誤會他是支持的。其後，司徒華反對五區總辭，並支持民主黨不參加「五區公投」，並在補選當日向傳媒表明不到票站投票。5月16日「五區公投」日在建制派杯葛及民主黨消極參與下，投票率只有17.1%，約五十多萬人投票。
其後在2010年5月24日，民主黨和中聯辦官員舉行自1989年六四以來首次會面，稱為「破冰之旅」，中聯辦副主任李剛會後表示對民主黨不認同「五區公投」表示歡迎。社民連抨擊民主黨與中聯辦秘密會面，出賣盟友及抽五區公投後腿。2010年6月23日，立法會審議2012年政改方案時，梁國雄於會上稱司徒華是「癌症上腦」，梁的言論引起爭議。司徒華逝世後，梁國雄表示司徒華在支聯會的工作及堅持是值得尊重的。
根據司徒華回憶錄《大江東去》的第六部分記述，華叔原本有意推動民主黨加入「五區公投」，屬意副主席劉慧卿、公民起動何秀蘭和職工盟李卓人一起辭職再選，但後來認為社民連（主要是黃毓民）在2008年選舉時專門攻擊公民黨以獲取選票，現在又想重施故技，搶奪民主黨的領導地位、並搶佔道德高地，他稱社民連「居心叵測」，2009年11月時便公開反對「公投」。

### 支持2012年政改方案
2010年6月，針對香港功能組別産生辦法，民主黨召開黨員大會表決通過2012年政改立場，方案最終實質增加十個民選議席，包括五個區議會功能組別議席，作為資深黨員的司徒華亦表示支持區議會改良方案，可是他因此被反對政改方案人士指罵為民主罪人。6月25日，民主黨和建制派在立法會以三分之二多數通過「政改方案」，民主黨立法會議員鄭家富因立場與民主黨有重大分岐，決定不跟隨民主黨立場投反對票，而宣告退出民主黨。

## 去世

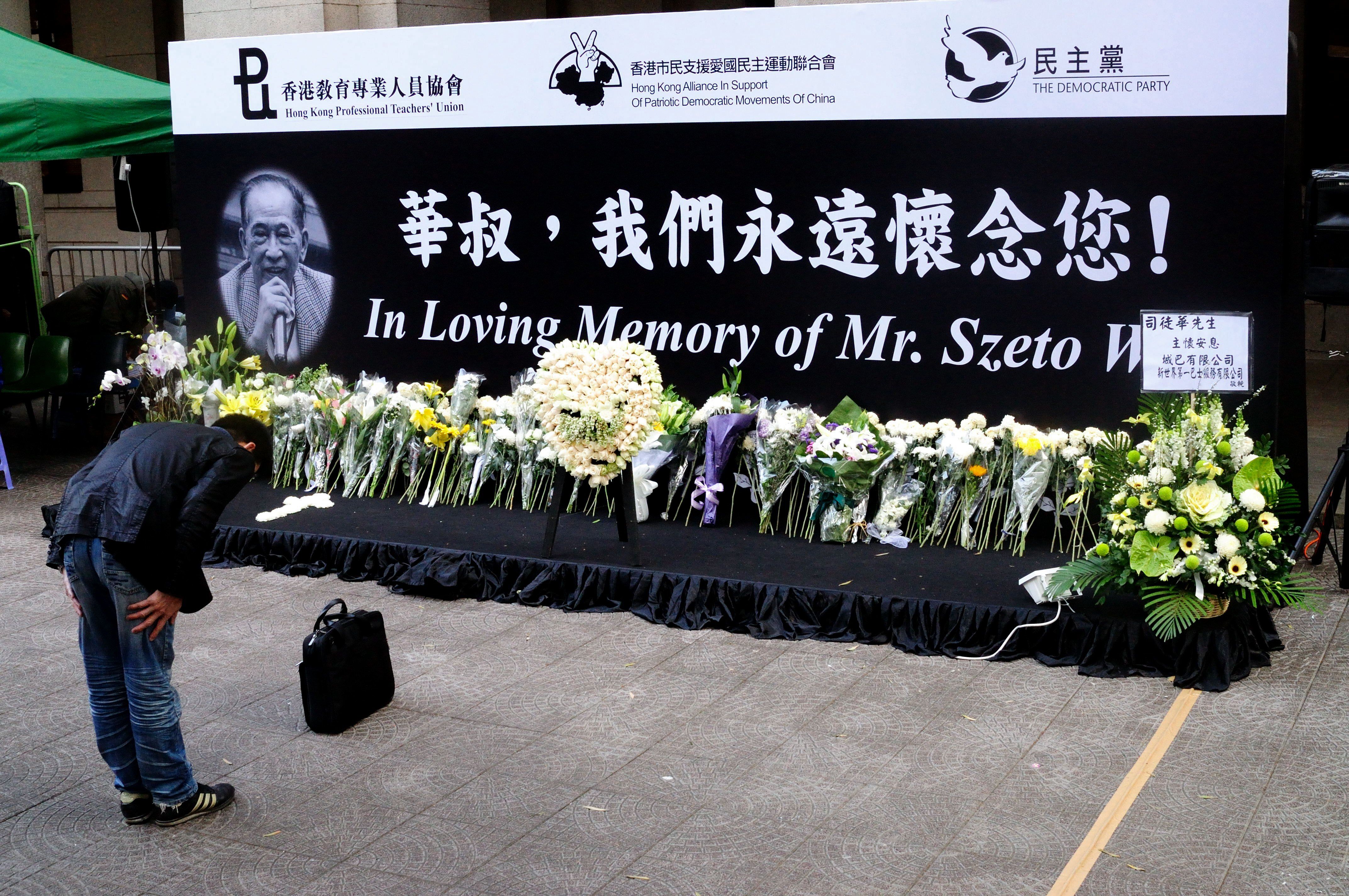
香港立法会大楼前的悼念活动

2011年1月2日，司徒華於威爾斯親王醫院離世，終年79歲。司徒華治喪委員會由家屬、民主黨、教協、葛亮洪教育學院校友會、香港教學團體秘書處、支聯會組成。喪禮以基督教形式進行。追思會在尖沙嘴浸信會進行，安息禮拜於聖安德烈堂舉行。司徒華火化後的骨灰一半撒在海中，北望中國；另一半撒在歌連臣角火葬場的花園，貼近香港。他的母校皇仁書院有為他舉行默哀悼念儀式。

### 民運人士被拒入境悼念
部份在臺灣的六四民運人士包括王丹、吾爾開希等希望來港悼念司徒華的要求但被港府拒絕，王丹及吾爾開希認為是北京施壓所致，二人對特區政府做法感到憤怒，認為事件顯示「一國兩制」已死，對香港未來感到非常擔憂。众多民运人士之中只有吕京花能够来港。

### 官方反應
時任香港特區行政長官曾蔭權對司徒華辭世深表難過，他指司徒華：「一生熱愛中華、熱愛香港，致力推動民主發展。他為人剛直不阿，一直堅持理想，從不言休。崢崢風骨，深受各界尊敬。」，又指政改方案通過司徒華功不可沒。
中國官方媒體中通社和新華社均有報道司徒華病逝，分別以民主黨元老和前立法會議員的身份稱呼。
由於葬禮以6長4短鐘聲響起作開首，寓意平反六四，曾荫权和港府官员没有参加司徒华的葬礼，曾蔭權只率领6名官员参加了葬礼前的公祭，香港媒体普遍指港府迫于压力，将司徒华葬礼政治化，明显大大低于以往政府高官出席政商界名人葬礼的规格。

## 著作
- 《大江東去﹕司徒華回憶錄》
- 《兒童文藝故事》
- 《妹妹》
- 《父慈子孝》
- 《父親的秘密》

由次文化堂出版的《三言堂》合集
- 1998：《捨命陪君子》
- 1999：《猶吐青絲》
- 1999：《胸中海嶽》
- 2000：《去尚纏綿》
- 2001：《悲欣交集》
- 2002：《望斷天涯》
- 2002：《夜聽春雨》
- 2003：《滄浪之水》
- 2004：《江山無限》
- 2004：《化作春泥》
- 2005：《山鳥山花》
- 2006：《塵土雲月》
- 2006：《橙黃橘綠》
- 2007：《弦斷誰聽》
- 2008：《煙雨平生》
- 2008：《青山不老》
- 2009：《一寸春心》
- 2010：《欄干拍遍》
- 2010：《起看星斗》
- 2010：《竦聽荒雞》

由次文化堂出版的《三言堂》選輯
1. 《回眸時看》
2. 《隨風潛入夜》
3. 《滋蘭又樹蕙》
4. 《一枝清采》
5. 《俯首甘為》
6. 《又綠江南》

## 影視媒體形象
- 《金像獎歌曲頒獎典禮1988》：由羅青浩扮演華叔，模仿司徒華。
- 《新難兄難弟》：1993年電影，於片中登場的小孩司徒樺，影射司徒華。
- 《香港亂噏》：2009年政治戲仿節目，由鄭啟泰扮演司圖華，模仿司徒華。
- 《七人樂隊》：2022年電影，由許鞍華執導的單元〈校長〉，改編自司徒華的故事，由吳鎮宇飾演校長。